# AGA-området
Aga är ett tidigare industriområde i stadsdelen Skärsätra på södra Lidingö kommun, Stockholms län. Området är uppkallat efter AB Gasaccumulator, företaget Agas tidigare industrianläggningar.

## AGA, området
AGA:s fabriksanläggning grundades här 1912 och utbyggdes successivt fram till 1970-talet. Väsentliga delar bevarades inom det nya bostadsområdet Dalénum. Idag utgör AGA-området en viktig epok i Sveriges industrihistoria. Här ingår även bostadsområdet Bergsätra och det relativt okända Optiktornet med tillhörande bergsanläggning kallad AGA-berget samt Agadepån, SL:s vagnhallar för Lidingöbanan.

## AGA station

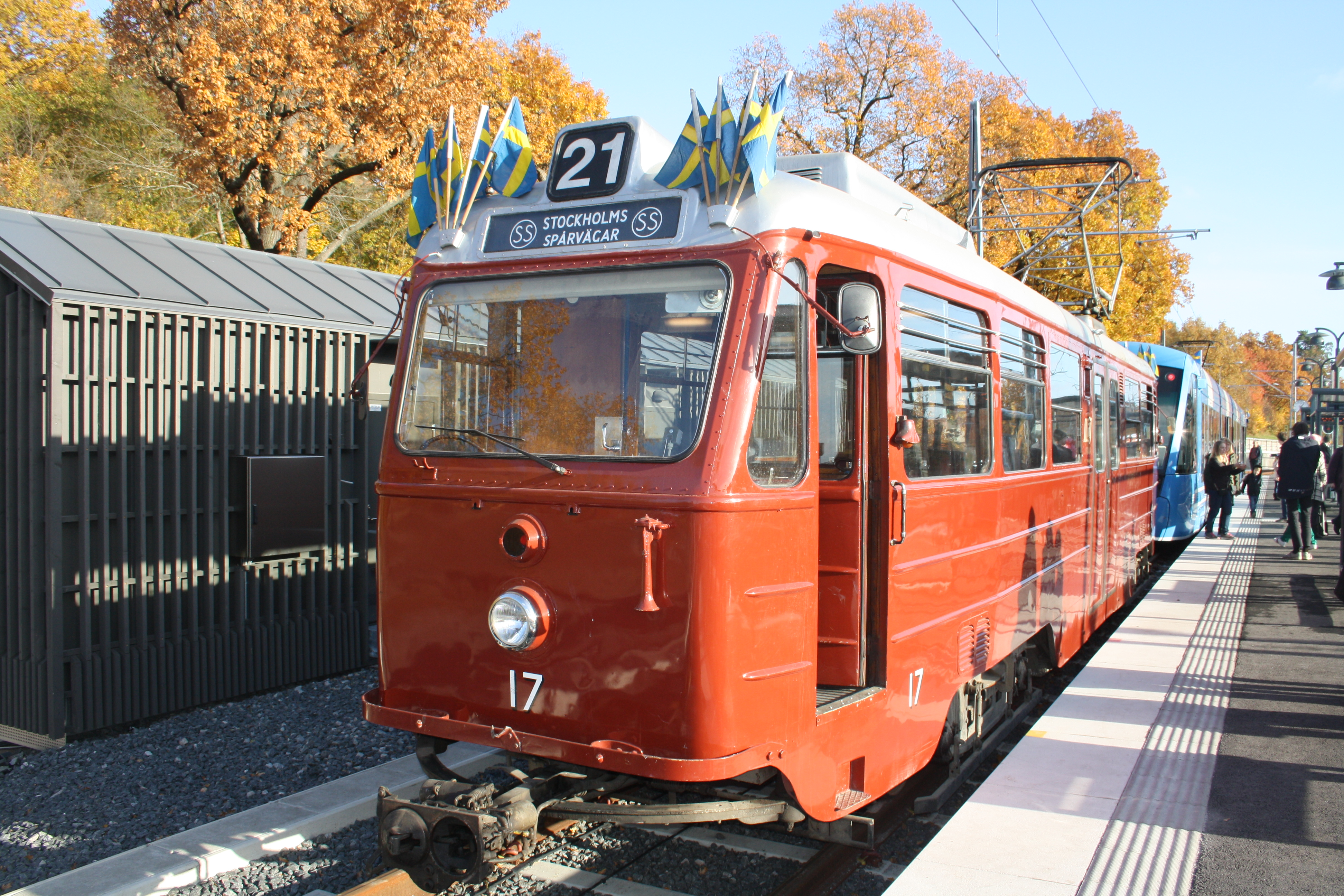
Vid nyinvigningen 24 oktober 2015.

Lidingöbanan har även en station som till en början hette Gasaccumulator och bytte till AGA 1928. Den första hållplatsen invigdes i januari 1914. Då fanns en träbyggnad med samma utseende som stationerna hade mellan Herserud och Skärsätra. För dem fanns en typritning kallad Väntpaviljong för Spårvägen Herserud-Skärsätra.
De gestaltades av okänd arkitekt och liknade väntpaviljongarna på Djursholmsbanan. Stilen var nationalromantisk med fornnordiska detaljer som drakhuvuden på hängrännans ändar. Redan från början fanns en Pressbyråkiosk i den lilla byggnaden och man tog emot godsfrakter från tåget. På sommaren 1914 flyttades den till Lidingö-Brevik som då blev den östra ändstationen.
AGA:s station, liksom hela Södra Lidingöbanan, tillkom på initiativ av Gustaf Dalén, som ville skapa bra kommunikationer till AGA:s nya anläggning vid Skärsätra. AGA har alltid varit Lidingöbanans huvudstation med vagnhallar och trafikledning. Tågtrafiken reglerades till en början med en enkel bantelefon som ersattes från 1961 av kommunikationsradio. Bangården i AGA hade i likhet med övriga stationer två genomgående spår. AGA:s stationshus, en tvåvåningsbyggnad i rött tegel uppfördes 1946 efter ritningar av arkitekt Einar Rudskog. Här samlades trafikexpedition, personallokaler, väntsal och Pressbyråns kiosk, och ursprungligen även banförvaltningens kontor.
Stationshuset och samtliga äldre byggnader vid AGA station med anknytning till tåg- och busstrafiken revs i samband med banans upprustning 2013–2015. Idag har spåren en något ändrad sträckning genom stationsområdet. Själva stationen ligger lite längre österut intill Södra Kungsvägen. Här finns tre spår, en mittenperrong och en sidoperrong samt moderna väderskydd av stål och glas.

### Historiska bilder

AGA:s tidigare stationshus
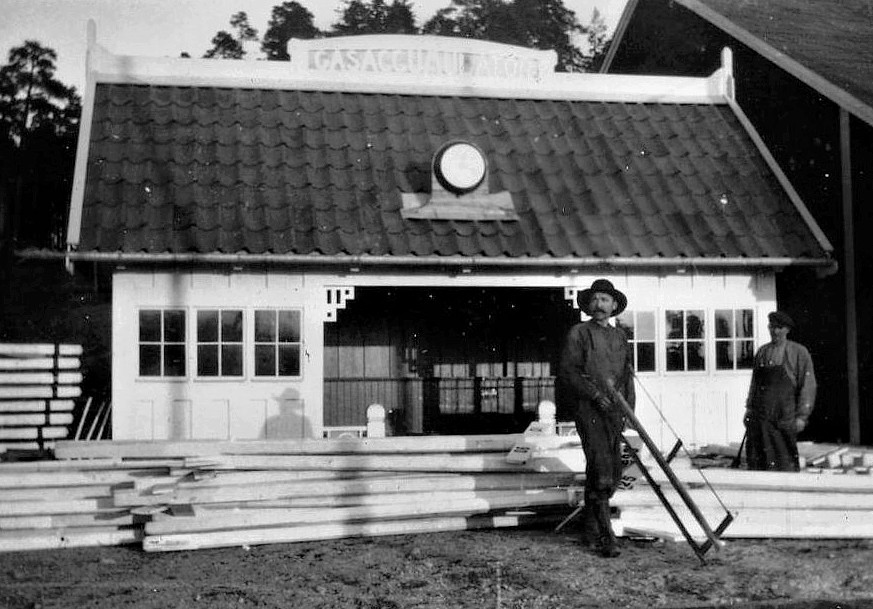
Första väntkuren under uppförande 1913.
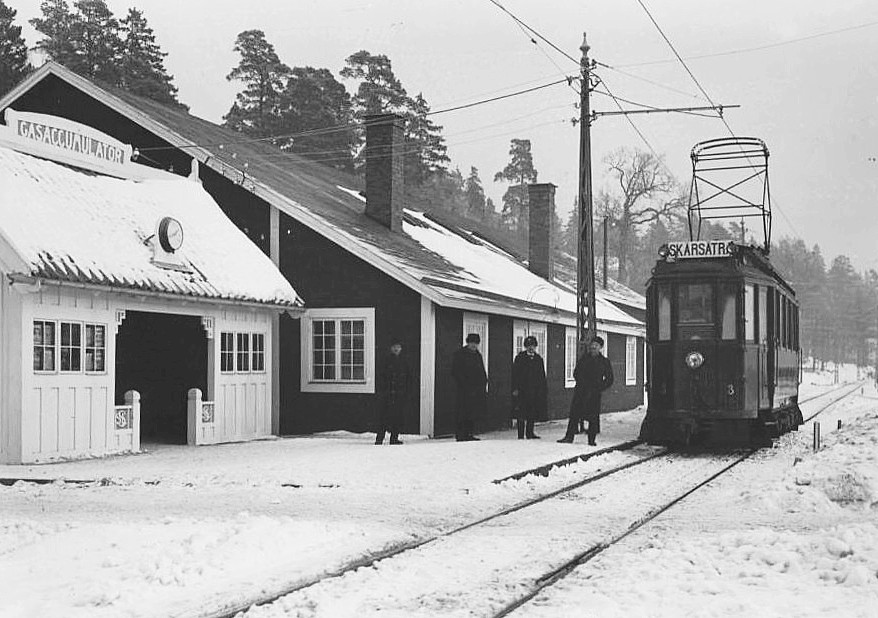
Väntkuren med vagnhall 1914.
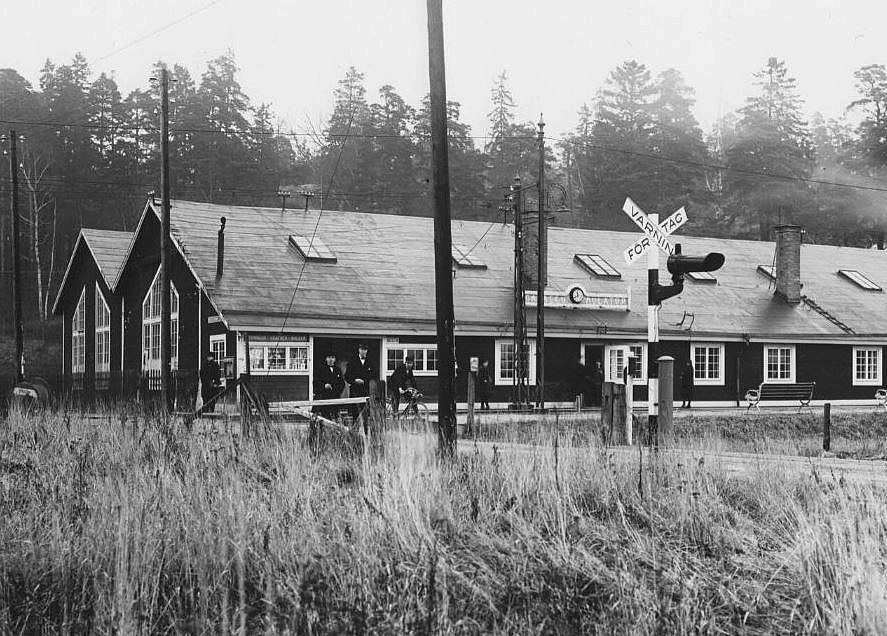
Integrerat i vagnhallen 1920.
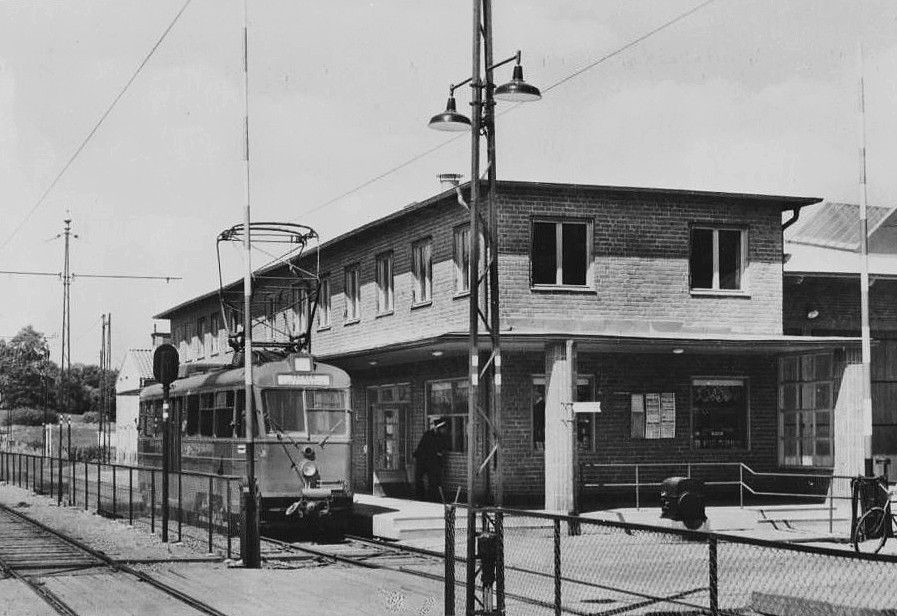
Stationshuset med väntsal och trafikexpedition 1946.